# Pangu yuangu
Pangu yuangu (лат.) — ископаемый вид жалящих перепончатокрылых из семейства Panguidae. Бирманский янтарь (меловой период, сеноманский век, около 99 млн лет). Мьянма.

## Описание
Мелкие осы (длина тела около 5 мм). Длина переднего крыла 2,71 мм, длина метасомы 2,45 мм. Усики олигомерные 12-члениковые. Глаза крупные. Жвалы симметричные. Пронотум вытянутый, достигает тегул, мезонотум с отчётливыми нотаулями, срединный продольный шов отсутствует. Мезоплеврон также без продольного шва. Метапостнотум широкий лентовидный, проподеум сравнительно короткий. Мезококсальное сочленение с мезосомой узкое (как у дорожных ос Pompilidae). Крылья с полным и стандартным для Aculeata жилкованием, кроме заднего крыла, у которого отсутствует свободный конец жилки M и есть r-m, и A и отсутствует югальная область. Метасома с 7 тергитами и 6 видимыми стернитами и жалом. Брюшко явно стебельчатое с узким петиолем.

## Классификация
Выделены в отдельное семейство Panguidae, которое не отнесено ни к одному из ранее известных надсемейств и поэтому выделено в отдельную группу жалящих перепончатокрылых. По некоторым признакам жилкования крыльев обладают сходством с Trigonalidae, Megalyridae и Ceraphronoidea s.str. Род, семейство и типовой вид были впервые описаны в 2019 году российским палеоэнтомологом Александром Павловичем Расницыным и его китайскими коллегами (Longfeng Li, Chungkun Shih, Daqing Li, Dong Ren) по типовым материалам из мелового бирманского янтаря (Мьянма).

## Этимология
Название рода и вида Pangu yuangu происходит от китайских слов паньгу (кит. трад. 盤古, упр. 盘古, пиньинь Pángǔ; первочеловек, или существо из китайской мифологии, создавшее вселенную) и yuangu (древнейшее время).